# Palizada, Michoacán de Ocampo
Palizada är en ort i Mexiko.   Den ligger i kommunen Madero och delstaten Michoacán de Ocampo, i den södra delen av landet, 230 km väster om huvudstaden Mexico City. Palizada ligger 2 324 meter över havet och antalet invånare är 226.
Terrängen runt Palizada är lite bergig, och sluttar österut. Runt Palizada är det glesbefolkat, med 16 invånare per kvadratkilometer. Närmaste större samhälle är Villa Madero, 4,3 km öster om Palizada. I omgivningarna runt Palizada växer huvudsakligen savannskog.